# Vuelta a la Independencia Nacional
La Vuelta a la Independencia Nacional est une course cycliste par étapes disputée en République dominicaine. Sa première édition eut lieu en 1979. Elle fait partie de l'UCI America Tour entre 2009 et 2017, à l'exception de l'édition 2013, puis de nouveau en 2019.

## Palmarès
| Année | Vainqueur                 | Deuxième                  | Troisième               |
| ----- | ------------------------- | ------------------------- | ----------------------- |
| 1979  | Bernardo Colex            | Luis Bueno                | Marcos López            |
| 1980  | Justo Galavís (es)        | Gilson Alvaristo (pt)     | Juan Arroyo (es)        |
| 1981  | Dale Stetina              | Russell Harrington        | Antonio Uzcategui       |
| 1982  | Antonio Agudelo           | Juan Luis Rodríguez       | Raúl Acosta             |
| 1983  | Salvador Rios             | Bernardo Colex            | Tony Chanystein         |
| 1984  | Antonio Agudelo           |                           |                         |
| 1985  | Gustavo Pardo (d)         | Teodoro Sosa              | Pastor Ortiz            |
| 1986  | Ángel Noé Alayón          | Samuel Villamizar (es)    | Rafael Díaz             |
| 1987  | Marino García             | Teodoro Sosa              | Wilfredo Tadeo          |
| 1988  | Marino García             | Manuel García Prieto      | Robinson Merchán (es)   |
| 1989  | José Lindarte (es)        | Mario Medina (es)         | José Torres             |
| 1990  | Fernando Correa (es)      | Mario Medina (es)         | José Lindarte (es)      |
| 1991  | José Vicente Ávila        | José Hernández            | Alberto Cruz            |
| 1992  | Omar Trompa               | Henry Ortiz               | Julio César Aguirre     |
| 1993  | Oscar Mendoza             | Luis Barroso (es)         | Roger Bordavere         |
| 1994  | Non-disputée              |                           |                         |
| 1995  | Eliecer Valdés            | Iodis Tavárez             | Osmani Álvarez          |
| 1996  | Frank Agustin             | Matt Robins               | Iván Meneses            |
| 1997  | Enrico Poitschke          | Rolf Luber                | Wendy Cruz              |
| 1998  | Robinson Merchán (es)     | Omar Pumar (es)           | Jürgen Werner           |
| 1999  | Tommy Alcedo (es)         | Nivaldo Enríquez          | Enrico Poitschke        |
| 2000  | Alexis Méndez             | José Ibáñez               | Julio César Rangel (es) |
| 2001  | Manuel Guevara            | Heiko Szonn               | Guillermo Chaparro      |
| 2002  | Maxim Iglinskiy           | Branley Nuñez             | Julio César Rangel (es) |
| 2003  | Gregorio Ladino           | Juan Antonio Barrero      | Edilberto Suárez        |
| 2004  | Maxim Iglinskiy           | Carlos Manuel Hernández   | Rafael Infantino        |
| 2005  | Andrey Mizourov           | Carlos José Ochoa         | Ismael Sánchez          |
| 2006  | Richard Ochoa             | Chris Frederick           | Jorge Luis Pérez        |
| 2007  | Jairo Pérez               | Miguel Ubeto              | Predrag Prokić          |
| 2008  | Carlos José Ochoa         | Augusto Sánchez Beriguete | Ismael Sánchez          |
| 2009  | Luis Fernando Sepúlveda   | Wendy Cruz                | Rafael Merán            |
| 2010  | Augusto Sánchez Beriguete | Bruno Langlois            | Arman Kamyshev          |
| 2011  | Tomás Gil                 | Manuel Medina             | Marco Arriagada         |
| 2012  | Ismael Sánchez            | Róbigzon Oyola            | Edward Beltrán          |
| 2013  | Edwin Sánchez             | Óscar Pachón              | Bruno Langlois          |
| 2014  | Edwin Sánchez             | Rob Britton               | Pedro Nelson Torres     |
| 2015  | Róbigzon Oyola            | Stiber Ortiz              | Chris Butler            |
| 2016  | Ismael Sánchez            | Diego Ochoa               | Sergio Godoy            |
| 2017  | Ismael Sánchez            | Adderlyn Cruz             | Anderson Paredes        |
| 2018  | Augusto Sánchez           | Diego Milán               | Adderlyn Cruz           |
| 2019  | Robinson Chalapud         | Óscar Sevilla             | Cristhian Montoya       |
| 2020  | Ismael Sánchez            | Clever Martínez           | Colin Patterson         |
| 2021  | Yurgen Ramírez            | Franklin Chacón           | Geovanny García         |
| 2022  | Ismael Sánchez            | Jorge Abreu               | Marlon Garzón           |
| 2023  | Luis Mora                 | José Castillo             | Juan Pablo Sossa        |
| 2024  | José Castillo             | Marlon Garzón             | Luis Mora               |
| 2025  | Óscar Sevilla             | Yesid Pira                | Wilmar Paredes          |

## Victoires par pays
| Victoires | Pays                          |
| --------- | ----------------------------- |
| 14        | Venezuela                     |
| 12        | Colombie                      |
| 7         | République dominicaine        |
| 3         | Kazakhstan                    |
| 2         | Mexique Allemagne             |
| 1         | Chili Cuba États-Unis Espagne |